# スパングリッシュ 太陽の国から来たママのこと
『スパングリッシュ 太陽の国から来たママのこと』（Spanglish）は、2004年公開のアメリカ合衆国のロマンティックコメディ映画。
南米から入国した母娘と裕福な白人家庭との交流と摩擦を描く。スパングリッシュとは英語とスペイン語の混交語のことだが、ここでは異文化交流の象徴として使われているので、この言語自体はテーマではない。

## ストーリー
物語はプリンストン大学への願書作文として、クリスティーナ・モレノのものが読まれるシーンからはじまる。12年前、メキシコに住んでいたクリスティーナの家を父が出ていった。その後、母のフロール・モレノと子のクリスティーナは「エコノミー・クラス」でアメリカに移住、ヒスパニックが多いロサンゼルスの、母のいとこモニカと共に生活をはじめる。
フロールは娘の成長にともない、稼ぎのいい家政婦の仕事をすることにする。仕事先は主人のジョンがしゃれた料理を出す店のシェフであるクラスキー家。夫人はデボラで二人の子供（娘はバーニー、息子はジョージー）とその祖母（デボラの母）エヴェリン・ライト（元は有名歌手だが引退してアル中同然）の５人家族だった。
バーニーは肥満体質を気にしている私立学校の生徒だが、母のデボラは彼女に着られない服を与え、それをフロールは仕立て直して感謝される。
夏休みには一家は別荘を借りるが、そこでフロールが働くためには娘も住み込みにならないと無理ということで、一家ははじめてフロールの娘であるクリスティーナの存在を知り、クリスティーナは今まで知らなかった世界に住んでいる人のことを知る。
ジョンは料理の飾りつけの素材として、海岸のガラス（波や風によって角が取れ、面白い形になっている小さいかけら）を集めたら金をやろう、という話を子供たちにするが、クリスティーナはジョンの考えていた以上にガラスを集め、大金を与えた彼に母親のフロールは抗議し、英語を習う決心をする。また、ジョンの妻デボラはフローラに無断で髪の毛を染め、ノミの市に連れて行き、二人の間にライバル心が目覚める。
ある日、ジョンの店が雑誌の取材を受け、記事の評価は最高なのに喜ぶが、相棒の引き抜き問題や店のポリシーの問題でも悩むことになる。デボラはクリスティーナが頭が良いことに気づき、奨学金で自分の娘と同じ私立学校に通わせることにする。
しかし、多忙になったジョンの裏でデボラは別の男と浮気をしており、それを告白した夜、フロールの家ではクリスティーナ抜きでパーティが行われていた。クリスティーナを迎えに来たフロールは家を出たジョンと出会い、彼の店で食事とワインをごちそうになるが、不倫寸前のところでとどまる。
翌日、フロールはジョンの家での家政婦を辞めることを告げ、娘の私立学校もやめさせる。
（ただし、この物語はクリスティーナの視点で書かれた作文であり、彼女が正直な語り手かどうかは、映画を見ている者には不明である）

## スタッフ
- 製作・脚本・監督：ジェームズ・L・ブルックス
- 音楽：ハンス・ジマー
- 上映時間：131分

## キャスト
| 役名                   | 俳優                         | 日本語吹替   |
| ---------------------- | ---------------------------- | ------------ |
| ジョン・クラスキー     | アダム・サンドラー           | 森川智之     |
| デボラ・クラスキー     | ティア・レオーニ             | 渡辺美佐     |
| フロール・モレノ       | パス・ベガ                   | 北西純子     |
| エヴェリン・ライト     | クロリス・リーチマン         | 瀬能礼子     |
| クリスティーナ・モレノ | シェルビー・ブルース         | 相田さやか   |
| バーニー・クラスキー   | サラ・スティール             | 小飯塚貴世江 |
| ジョージー・クラスキー | イアン・ハイランド           | 津村まこと   |
| ナレーター             | エイミー・ガルシア           | 高森奈緒     |
|                        | アンジェラ・ゴーサルズ       |              |
| 不動産業者             | トーマス・ヘイデン・チャーチ |              |
|                        | セシリア・スアレス           |              |
|                        | ジョナサン・ヘルナンデス     |              |

- その他の日本語吹き替え：MAI／加藤亮夫／ヰズミ(いずみ尚)／大西健晴／山口登／朝倉栄介／古川絵里奈／島宗りつこ／宇乃音亜季／日野未歩／宇佐美涼子／東條加那子